# Hood Billionaire
Hood Billionaire is het zevende studioalbum van de Amerikaanse rapper Rick Ross. Het album is uitgebracht op 24 november 2014 onder Maybach Music Group, Slip-n-Slide Records en Def Jam Recordings. Op het album komen gastoptredens voor van: Whole Slab, Yo Gotti, Project Pat, JAY Z, K. Michelle, Snoop Dogg, R. Kelly, Lil Boosie, Fat Trel en Big K.R.I.T..

## Tracklist
| Nr. | Titel                                       | Producer(s)                 | Duur |
| --- | ------------------------------------------- | --------------------------- | ---- |
| 1.  | Intro                                       |                             | 2:07 |
| 2.  | Hood Billionaire                            | Lex Luger, Deedotwill (co.) | 3:57 |
| 3.  | Coke Like The 80’s                          | Beat Billionaire            | 4:48 |
| 4.  | Heavyweight (met Whole Slab)                | Beat Billionaire            | 4:06 |
| 5.  | Neighborhood Drug Dealer                    | Metro Boomin                | 3:53 |
| 6.  | Phone Tap                                   | Cardiak                     | 4:38 |
| 7.  | Trap Luv (met Yo Gotti)                     | Deonte "MoneyBag$" Hayes    | 4:10 |
| 8.  | Elvis Presley Blvd. (met Project Pat)       | DJ Toomp                    | 6:02 |
| 9.  | Movin’ Bass (met JAY Z)                     | Timbaland                   | 4:23 |
| 10. | If They Knew (met K. Michelle)              | Timbaland                   | 4:34 |
| 11. | Quintessential (met Snoop Dogg)             |                             | 3:13 |
| 12. | Keep Doin’ That (Rich Bitch) (met R. Kelly) | V12 The Hitman              | 4:13 |
| 13. | Nickel Rock (met Lil Boosie)                | Tracy Tyler                 | 4:47 |
| 14. | Burn                                        | Beat Billionaire            | 5:15 |
| 15. | Family Ties                                 | Cardiak                     | 3:42 |
| 16. | Brimstone (met Big K.R.I.T.)                | Big K.R.I.T.                | 5:56 |

| Nr. | Titel                         | Producer(s) | Duur |
| --- | ----------------------------- | ----------- | ---- |
| 17. | Wuzzup                        |             | 3:38 |
| 18. | Headache (met French Montana) | Bassivity   | 4:51 |